# Monticchio (L'Aquila)
Monticchio è una frazione della città dell'Aquila distante circa 9 km dal centro, originariamente compreso nel comune soppresso di Bagno, con cui oggi forma l'undicesima circoscrizione (Bagno-Monticchio). Conta circa 1 000 abitanti ed è ubicato ad un'altitudine di circa 600 metri s.l.m. alla pendici del Monte Cagno, nella Valle dell'Aterno. Nelle sue vicinanze è sita un'importante l'area artigianale ed industriale della periferia est aquilana (Bazzano).

## Storia

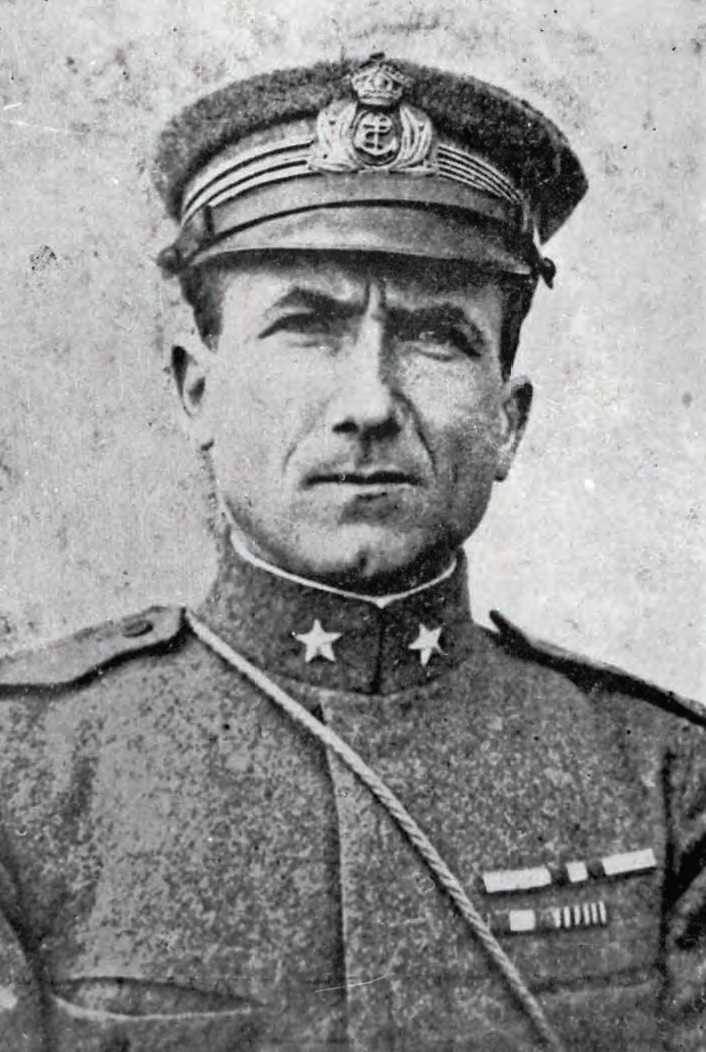
Il tenente di Marina Militare Andrea Bafile, nato a Monticchio.

Il paese è situato all'interno della Valle dell'Aterno, un luogo dominato, prima del XIII secolo, dalle città di Aveja (Fossa) e, successivamente, Forcona (area archeologica sita nella zona di Bagno - località  Civita di Bagno), quest'ultima sede vescovile prima del 1257. La località originariamente nota come Monticulus, poi Montecchj, quindi Montecchio o Monticchio e caratterizzata dal solo agglomerato di alcune case rurali, si sviluppò solo a partire dal XIII secolo quando venne edificata la chiesa parrocchiale di San Nicola. Nel 1254 partecipò, con altri castelli del contado, alla fondazione dell'Aquila.
È patria del beato francescano Timoteo da Monticchio.
Monticchio divenne noto nel risorgimento per essere un importante centro di reclutazione della carboneria, testimoniata anche dalla venuta in paese di Giuseppe Garibaldi. Nella prima guerra mondiale perse la sua personalità più celebre, il tenente di vascello Andrea Bafile, poi medaglia d'oro al valor militare. Unito al comune di Bagno dopo l'unità d'Italia, è stato riunificato al capoluogo nel 1927 per la formazione della cosiddetta Grande Aquila data la soppressione e l'annessione al comune dell'Aquila dei comuni di Arischia, Bagno, Camarda, Lucoli, Paganica, Preturo, Roio, Sassa.
Nel 2009 è stato colpito, insieme agli altri centri della conca aquilana, dal terremoto dell'Aquila, in cui ha registrato gravi crolli in molte abitazioni ed una vittima. Nonostante la vicinanza all'epicentro, il paese ha comunque subito danni e vittime in maniera molto più lieve delle altre località nelle vicinanze, tra cui Onna, che è stata rasa al suolo, probabilmente anche a causa della natura geologica del terreno sottostante, di tipo roccioso nel caso di Monticchio e argilloso nel caso di Onna.

## Monastero di San Nicola di Bari

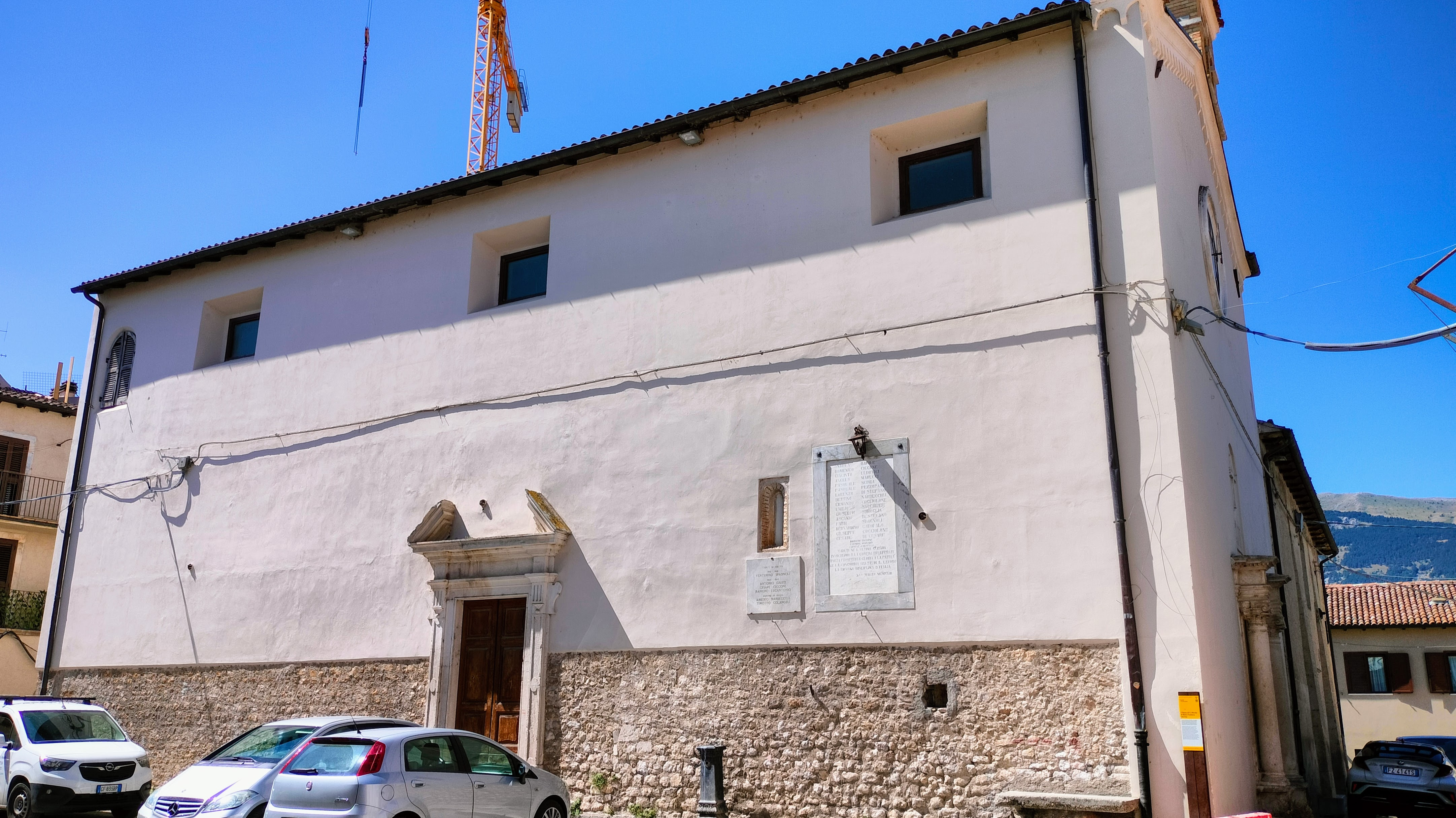
Monastero di San Nicola di Bari

Il monastero è la chiesa parrocchiale di Monticchio, fu edificato nel XIII secolo, e ricostituito dopo il terremoto del 1703. Ha un aspetto compatto composto dalla chiesa e da un edificio per ospitare i pellegrini. La facciata è settecentesca, con portale a colonne classiche e piccolo rosone al centro. Il campanile è a vela, a due piani. L'interno barocco è a navata unica e possiede una storica statua dedicata a san Pasquale Baylón. Inoltre vi è un pregevole organo di Luca Neri di Leonessa. Risale al XVII secolo, con aggiunte del somiere di basseria di Adriano Fedri. Il prospetto è composto da 21 canne di stagno ad unica campata con cuspide centrale e ali laterali. Nella cassa vi è un mantice a lanterna ottocentesco che ha sostituito i classici mantici a cuneo.
Danneggiata dal terremoto del 2009, è stata ristrutturata nel 2019.

## Casa natale di Andrea Bafile

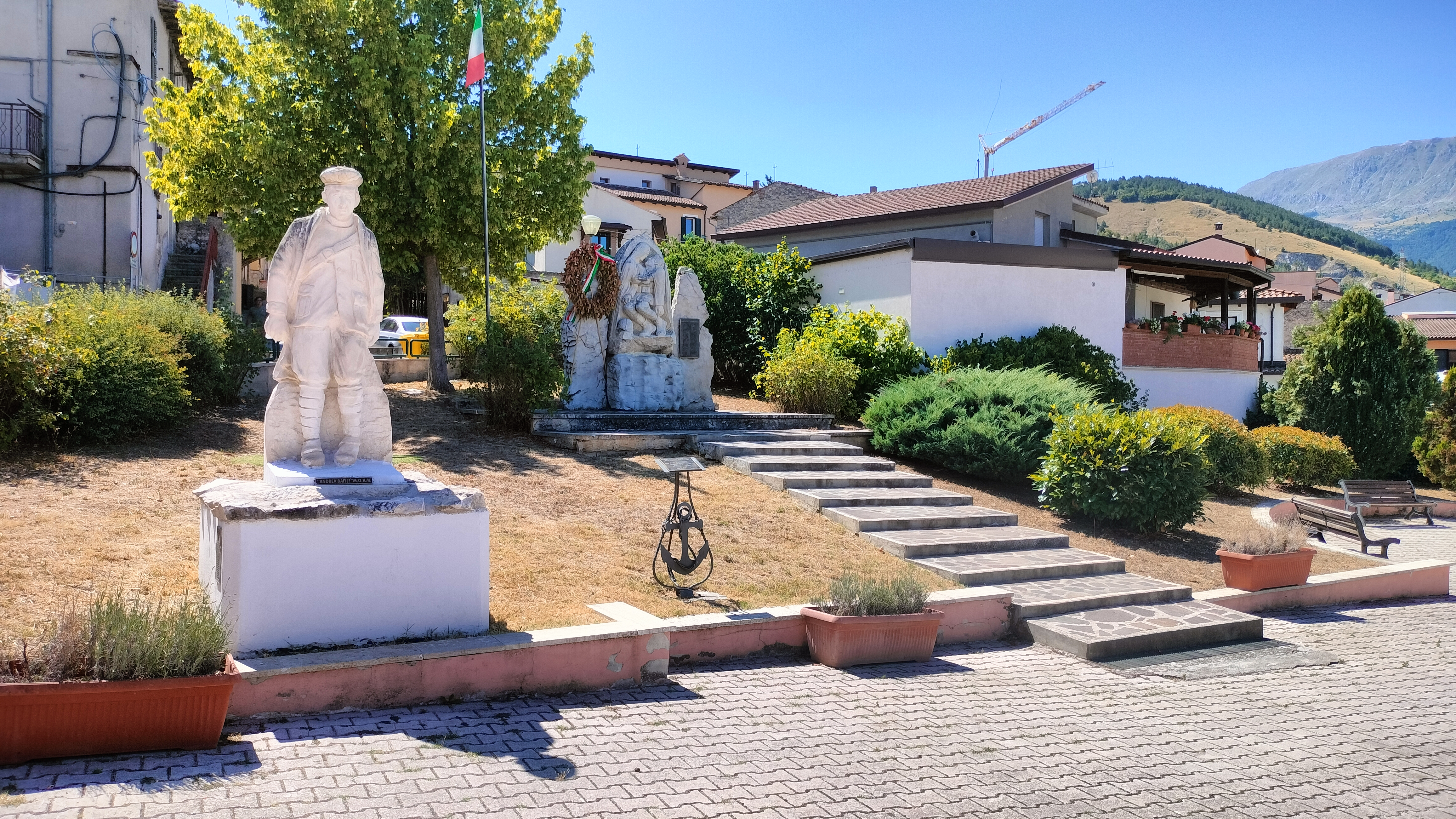
Piazza delle Rimembranze

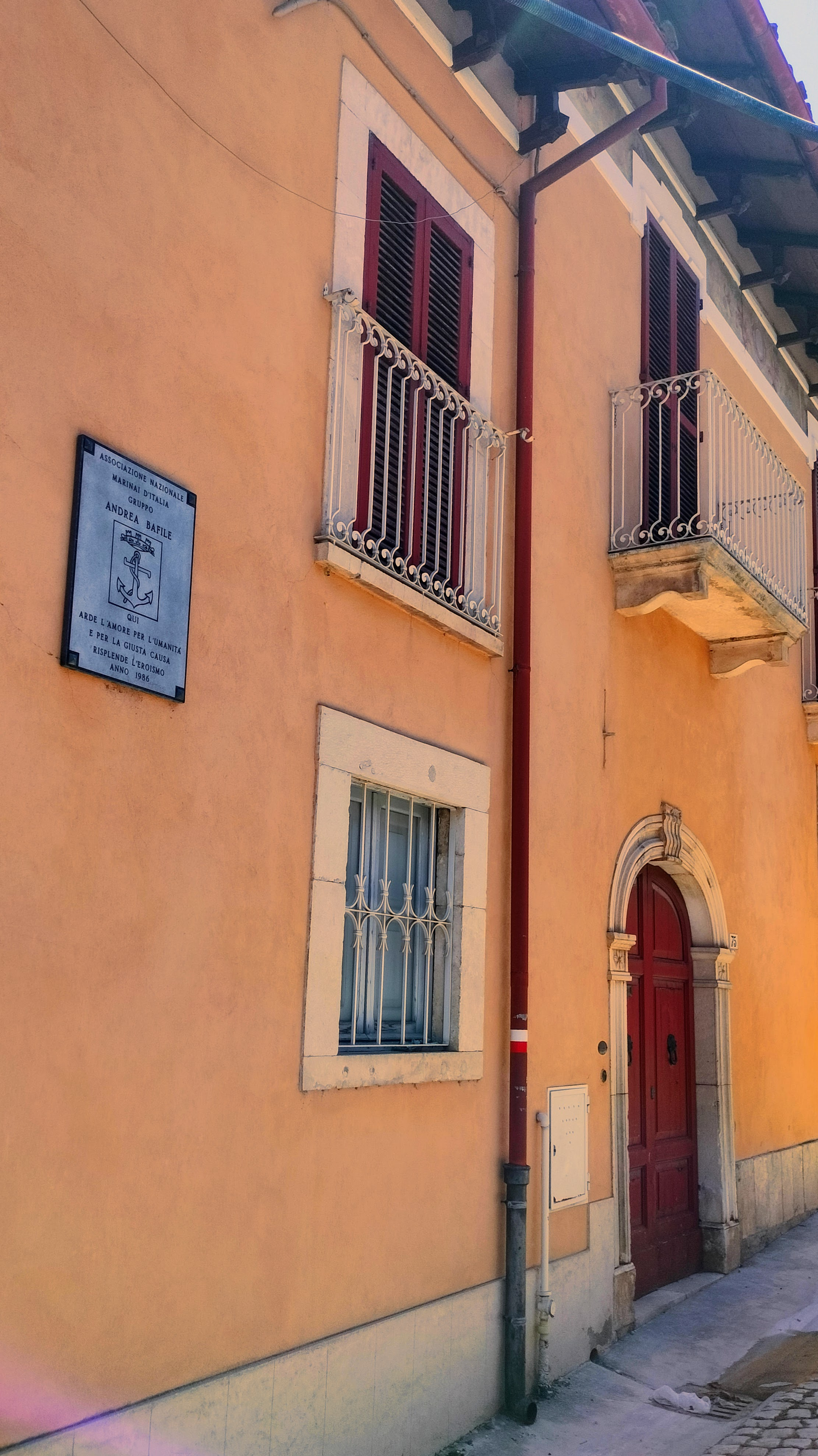
Via Andrea Bafile

Si trova alla fine di via Bafile verso ovest, all'incrocio con via Portella e vicolo Croce. La casa è un'elegante struttura borghese tipicamente aquilana dell'Ottocento, suddivisa da pilastri in tre comparti, con finestre quadrotte e portali ad arco a tutto sesto con la cornice in pietra e chiave di volta riccamente decorata. Una targa ricorda che nel 1878 vi nacque il Tenente di Marina Militare Italiana, all'interno è ospitato un piccolo museo dedicato alla memoria dell'eroe abruzzese del Piave.
Nel 2018 è stato inaugurato, in un piazzale vicino alla chiesa parrocchiale, un monumento a figura intera in pietra di Andrea Bafile, riqualificando un giardino già esistente, dotato di parco giochi. L'area che ospita il nuovo monumento e il prefabbricato adibito a chiesa temporanea ha preso il nome in Piazza delle Rimembranze.

## Bibliografia

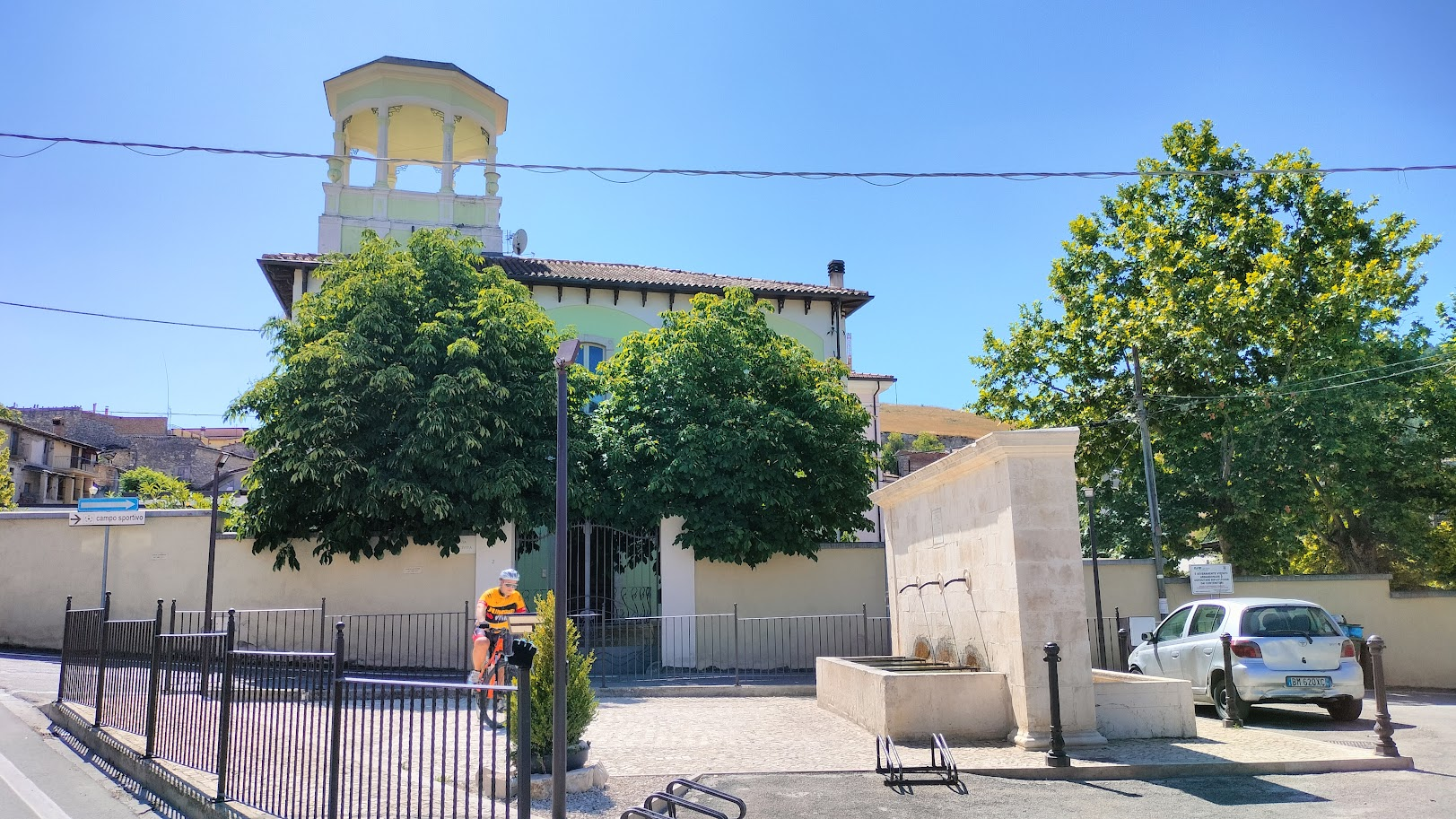
Fontanile